# Roman Pawlowitsch Jemeljanow
Roman Pawlowitsch Jemeljanow (russisch Роман Павлович Емельянов; * 8. Mai 1992 in Pawlowo) ist ein russischer Fußballspieler.

## Karriere

### Verein
Jemeljanow begann seine Karriere in der Akademija Konoplew. Zur Saison 2009 wechselte er zu Akademija Toljatti. Im Januar 2010 wechselte er in die Ukraine zu Schachtar Donezk. Dort kam er bis zum Ende der Saison 2009/10 allerdings nie zum Einsatz. Zur Saison 2010/11 wurde er an den Ligakonkurrenten Sorja Luhansk verliehen. Dort debütierte er im September 2011 gegen Metalist Charkiw in der Premjer-Liha. Bis Saisonende kam er zu 14 Einsätzen in der höchsten ukrainischen Spielklasse für Luhansk. Zur Saison 2011/12 kehrte er wieder nach Donezk zurück. Nach einem Einsatz für Schachtar wurde er allerdings im August 2011 ein zweites Mal verliehen, diesmal zurück in seine russische Heimat zum FK Rostow. Für Rostow kam er bis zum Ende der Saison 2011/12 zu 14 Einsätzen in der Premjer-Liga.
Zur Saison 2012/13 folgte die dritte Leihe für Jemeljanow, diesmal wechselte er innerhalb der Ukraine für eineinhalb Jahre zu Illitschiwez Mariupol. Für Illitschiwez spielte er 35 Mal in der Premjer-Liha. Im Februar 2014 wurde er ein zweites Mal nach Rostow verliehen. Diesmal kam der Defensivspieler zu sieben Einsätzen in der höchsten russischen Spielklasse. Im September 2014 wurde er ein fünftes Mal verliehen, nun an Ural Jekaterinburg. Bereits nach drei Einsätzen für Ural wurde er im Februar 2015 fest verpflichtet. In seiner ersten Spielzeit in Jekaterinburg kam er zu insgesamt 14 Einsätzen. In der Saison 2015/16 absolvierte Jemeljanow 24 Spiele in der Premjer-Liga. In der Spielzeit 2016/17 kam er zu 23 Einsätzen, in denen er ein Tor erzielte.
In der Saison 2017/18 kam der Mittelfeldspieler in 25 Spielen zum Einsatz. In der Saison 2018/19 verpasste Jemeljanow einen großen Teil der Saison aufgrund eines Achillessehnenrisses, insgesamt kam er zwölfmal zum Einsatz. In der Saison 2019/20 erlitt er im Oktober 2019 eine Muskelverletzung, aufgrund der er bis zur Winterpause ausfiel. So kam er zu 14 Saisoneinsätzen. Auch in der Saison 2020/21 hatte Jemeljanow mit einer Muskelverletzung zu kämpfen und kam zu elf Einsätzen.
Auch in der Saison 2021/22 fiel er lange verletzt aus und spielte nur zweimal. Nach zwei weiteren Einsätzen zu Beginn der Saison 2022/23 wurde er im September 2022 an den Zweitligisten Schinnik Jaroslawl verliehen.

### Nationalmannschaft
Jemeljanow spielte zwischen September 2009 und Mai 2011 13 Mal für die russische U-19-Auswahl. Im Juni 2011 kam er erstmals für die U-21-Mannschaft zum Einsatz. Mit dieser nahm er 2013 auch an der EM teil. Während des Turniers kam er zu einem Einsatz, Russland schied punktelos in der Gruppenphase aus. Im August 2016 nahm er erstmals an einem Lehrgang der A-Nationalmannschaft teil.